# Warren (Michigan)
Warren is een stad in de Amerikaanse staat Michigan en telt 138.247 inwoners. Het is hiermee de 154e stad in de Verenigde Staten (2000). De oppervlakte bedraagt 88,8 km², waarmee het de 184e stad is.

## Demografie
Van de bevolking is 17,3 % ouder dan 65 jaar en bestaat voor 28,8 % uit eenpersoonshuishoudens. De werkloosheid bedraagt 3,7 % (cijfers volkstelling 2000).
Ongeveer 1,4 % van de bevolking van Warren bestaat uit hispanics en latino's, 2,7 % is van Afrikaanse oorsprong en 3,1 % van Aziatische oorsprong.
Het aantal inwoners daalde van 145.080 in 1990 naar 138.247 in 2000.

## Klimaat
In januari is de gemiddelde temperatuur -4,1 °C, in juli is dat 23,4 °C. Jaarlijks valt er gemiddeld 815,1 mm neerslag (gegevens op basis van de meetperiode 1961-1990).

## Bekende (oud-)inwoners
- Eminem

### Geboren
- Rachel Komisarz (5 december 1976), zwemster